# Loveless: Terra sem Lei
Loveless: Terra sem Lei (no original, Loveless) é uma série de revistas de histórias em quadrinhos do gênero faroeste criada pelo escritor norte-americano Brian Azzarello e pelo desenhista Marcelo Frusin e publicada pela DC Comics através de seu selo editorial Vertigo. Desenhada por Frusin, Danijel Zezelj e Werther Dell'Edera, Loveless foi publicada entre dezembro de 2005 e maio de 2008, por um total de 24 edições.
Em entrevista para divulgação da obra, Azzarello declarou que as razões para publicar a série eram a sua paixão pelo gênero faroeste – para o qual ele queria retornar, depois de ter publicado também pela Vertigo, a minissérie El Diablo – e a vontade de trabalhar novamente com o desenhista argentino Marcelo Frusin, com quem colaborou no título Hellblazer.

## Enredo
Wes Cuter é um homem procurado fugindo de um passado violento - os horrores da Guerra Civil que assolou os EUA -, das memórias do tempo que passou  num campo de prisioneiros da União e da selvageria da Reconstrução. Mas agora ele voltou para casa numa cidade repleta de mistérios, em busca de sua esposa Ruth - uma mulher atormentada e dona de seus próprios segredos.